# José Sebastián Pancorvo Aguirre
José Sebastián Pancorvo Aguirre fue un hacendado de la provincia de La Convención y político peruano. 
Fue dueño de la hacienda de Paltaybamba que abarcaba un área de aproximadamente 90 kilómetros cuadrados entre las localidades de Chaullay hasta Tarqui en la provincia de La Convención. Sus propiedades le permitían controlar toda la producción de café, coca y caña de azúcar, así como caucho en el valle de San Miguel. Se le atribuye métodos crueles para asegurar trabajadores. Se cita a Hiram Bingham:

“Cuando [los reclutadores] tuvieron la fortuna de encontrar al hombre en su casa o trabajando en su pequeña chacra, lo saludaron agradablemente. Cuando se adelantó para darles la mano, de la manera usual de los indios, un dólar de plata se le deslizaba sin sospechar en la palma de su mano derecha y se le informaba que había aceptado pago por los servicios que ahora deberían realizarse. Parecía difícil, pero esta era la única forma en que era posible conseguir porteadores"
*Hiram Bingham, Explorations in the Highlands of Peru, 1912

En 1919, cuando el presidente Augusto B. Leguía dio inicio a su oncenio, fue elegido diputado por la provincia de La Convención para la Asamblea Nacional de ese año que tuvo por objeto emitir una nueva constitución, la Constitución de 1920. Luego se mantuvo como senador ordinario hasta 1924, reeligiéndose ese año hasta 1929 durante casi todo el Oncenio de Leguía. Posteriormente, en 1939, sería elegido como senador por el departamento del Cusco por la Concentración Nacional que lideró Manuel Prado Ugarteche.
De su gestión, Jorge Basadre señalaría que "ayudó a agravar la injusta situación social del Valle de La Convención donde actuaría la guerrilla de Hugo Blanco".